# Fjodor Fjodorowitsch Tereschtschenko

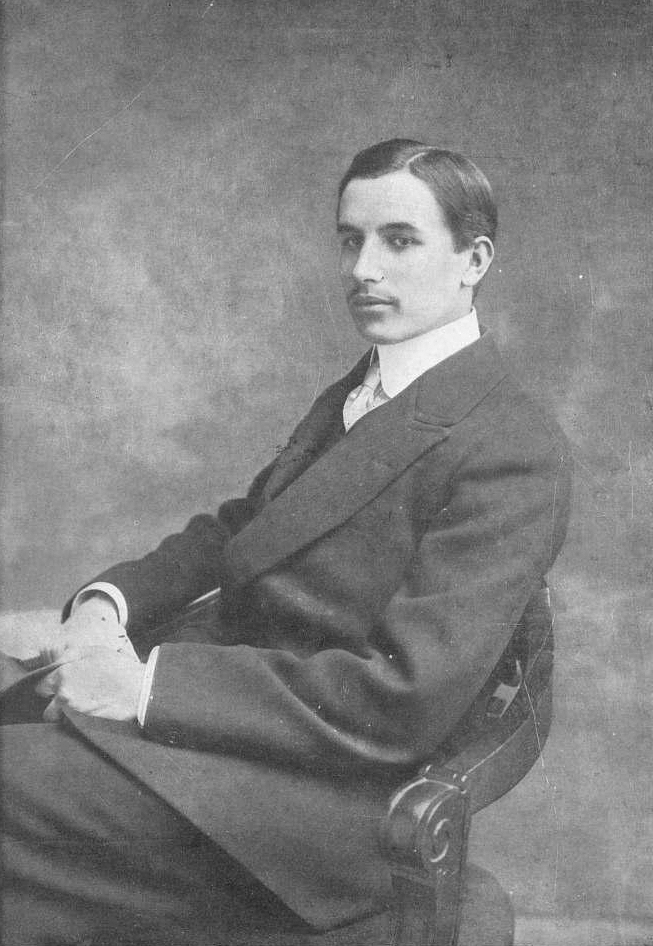
Fjodor Fjodorowitsch Tereschtschenko

Fjodor Fjodorowitsch Tereschtschenko (russisch Фёдор Фёдорович Терещенко, ukrainisch Федір Федорович Терещенко; * 11. Novemberjul. / 23. November 1888greg. in Kiew; † 30. Januar 1950 in Vannes) war ein russisch-französischer Luftfahrtpionier.

## Biografie
Tereschtschenkos Großvater Artjom Jakowlewitsch Tereschtschenko war Zuckerfabrikant und Großgrundbesitzer und erwarb während des Krimkrieges durch Verkauf von Brot und Holz an die Russische Armee ein großes Vermögen. Der Vater Fjodor Artemjewitsch Tereschtschenko betätigte sich ebenfalls als Zuckerfabrikant, er war auch ein bekannter Sammler und Mäzen. Als der Kunstsammler im Juni 1894 starb, erbten sein Sohn und seine beiden Töchter zu gleichen Teilen, so dass der junge Tereschtschenko ein Drittel des Geldvermögens und 15 Landgüter erhielt.
Nach dem Abschluss am 2. Kiewer Gymnasiums besuchte Tereschtschenko ab 1907 das Kiewer Polytechnischen Institut, von dem er mit einem Bericht über sein Flugzeugprojekt nach Moskau geschickt wurde. Später besuchte er Vorlesungen an der Technischen Hochschule Berlin.
Im Sommer 1909 lernte er bei Louis Blériot fliegen und erwarb eine Blériot XI. Nach seiner Rückkehr aus Frankreich richtete er sich auf seinem Landgut in Tscherwone eine Werkstatt und ein Flugfeld ein. Dort entstand 1910 sein erster Aeroplan: Die Tereschtschenko 1. Der junge Dmitri Pawlowitsch Grigorowitsch konstruierte für Tereschtschenko 1911 auf Basis einer Blériot XI die Tereschtschenko 2 und 3, ein Jahr später konstruierte Grigorowitsch′ Nachfolger, der Ingenieur Sergei Sergejewitsch Sembinski, für Tereschtschenko den Eindecker Tereschtschenko 4, mit dem der Pilot Janowski im März 1912 abstürzte.
1913 finanzierte Tereschtschenko die Konstruktion und den Bau von Igor Iwanowitsch Sikorskis Großflugzeug Ilja Muromez.
Ende 1913 wurde die bekannte Fliegerin Ljubow Alexandrowna Golantschikowa Testpilotin bei Tereschtschenko, ihr erster Testflug fand auf einer Farman F.22 statt.
Inzwischen arbeitete der österreichische Ingenieur
Alfred von Pischof an den einsitzigen Eindeckern Tereschtschenko 5 und 6. Ausgestattet mit dem französischen Flugzeugmotor Gnome (80 PS) wurden 1913 und 1914 einige Exemplare für das russische Militär produziert.
Anfang 1914 baute das Flugzeugwerk Tereschtschenko acht Farman F.22 für die russischen Luftstreitkräfte, den Lizenzvertrag zwischen Farman und Tereschtschenko hatte Pischof vermittelt.
Der zweisitzige Doppeldecker Tereschtschenko 7 mit 100-PS-Gnome-Motor wurde ab 1916 angeboten, konnte aber aus verschiedenen Gründen nicht in Serie produziert werden.
Während des Ersten Weltkrieges konzentrierte sich das Flugzeugwerk auf die Lizenzproduktion von Farman und Morane-Saulnier, jährlich entstanden rund 50 Flugzeuge. Die Ausrüstung des Werks wurde ständig modernisiert, Ende 1915 arbeiteten bereits 186 Angestellte für das Unternehmen. Zu dieser Zeit musste das Werk aufgrund des Frontverlaufs evakuiert werden und wurde Ende 1916 an die Moskauer Dux-Werke verkauft.
Tereschtschenko war zwischen 1909 und 1916 mit Beatrice von Keyserling verheiratet, der Schwester des Marineoffiziers Archibald von Keyserling. Sie war später mit dem Kornett Nikolai Woronzow-Weljaminow liiert. Tereschtschenkos einzige Tochter Natalja Fjodorowna (1910–2007) heiratete in erster Ehe Graf Ignatjew und in zweiter Ehe den Fürsten Schirinski-Schichmatow.
Nach der Oktoberrevolution emigrierte Tereschtschenko nach Frankreich und lebte in Paris. Er spielte gut Klavier, war Chopin-Spezialist und gab Konzerte. In den 1930er Jahren interessierte er sich für Astrologie, Okkultismus und Kabbalistik. Sein Buch über medizinische Astrologie erlebte 5 Auflagen. Er übersetzte Claudius Ptolemäus’ Tetrabiblos ins Französische, ohne dass es zu einer Veröffentlichung kam. Er starb im Januar 1950 in der Stadt Vannes in der Bretagne.
Der Großgrundbesitzer und Zuckerfabrikant Michail Iwanowitsch Tereschtschenko war ein Neffe 2. Grades von Tereschtschenko.